# Chlamydopsis carinicollis
Chlamydopsis carinicollis är en skalbaggsart som beskrevs av Lea 1919. Chlamydopsis carinicollis ingår i släktet Chlamydopsis och familjen stumpbaggar. Inga underarter finns listade i Catalogue of Life.